# هارفي سانتانا
هارفي سانتانا (بالإنجليزية: Harvey Santana)‏ (ولد في 10 يوليو 1972 في ديترويت، ميشيغان، الولايات المتحدة) سياسي ديمقراطي من ولاية ميشيغان يخدم حاليا في مجلس نواب ميشيغان.
قبل انتخابه للهيئة التشريعية خدم سانتانا في بحرية الولايات المتحدة وخدم في الخارج في عملية درع الصحراء وعملية عاصفة الصحراء والبوسنة والهرسك والصومال وهايتي. كان سانتانا مخططا للنقل في شركة هندسية في القطاع الخاص. كان رئيسا لمنظمة جماعة وارندل وعمل كمساعد تشريعي لرئيس مجلس مدينة ديترويت كينيث كوكريل الابن.